# جيرالد أنتوني
جيرالد أنتوني (بالإنجليزية: Gerald Cash)‏ هو محام بالقضاء العالي وسياسي باهاماسي، ولد في 28 مايو 1917 في ناساو في باهاماس، وتوفي بنفس المكان في 6 يناير 2003. انتخب Governor-General of the Bahamas ‏ وانتخب senator of the Bahamas ‏.

## روابط خارجية
- جيرالد أنتوني على موقع أوليمبيديا (الإنجليزية)